# 古高松南駅
古高松南駅（ふるたかまつみなみえき）は、香川県高松市高松町にある四国旅客鉄道（JR四国）高徳線の駅である。駅番号はT22。

## 歴史
- 1986年（昭和61年）11月1日：日本国有鉄道高徳本線の駅として開業[1][2][4]。無人駅[3]。
- 1987年（昭和62年）4月1日：国鉄分割民営化によりJR四国の駅となる[5]。

## 駅構造
単式ホーム1面1線を有する地上駅。駅舎は無い。無人駅である。ホームの徳島方の端付近が高松市と旧・牟礼町との境界であった。

## 利用状況
1日平均の乗車人員は以下の通り。
| 乗車人員推移 | 乗車人員推移 |
| 年度         | 1日平均人数  |
| ------------ | ------------ |
| 2008         | 218          |
| 2009         | 210          |
| 2010         | 214          |
| 2011         | 210          |
| 2012         | 236          |
| 2013         | 244          |
| 2014         | 229          |

## 駅周辺
- 平田池

国道をはさんで駅前に広がる大きな池。香川用水が完成するまでは付近の住民の飲料用水であったという。その北端にある森は「王墓（おうはか）」と呼ばれる遺跡であり、「景行天皇の王子で讃岐国の国造の始祖神櫛王の墓所」という看板（旧牟礼町教育委員会）がある。なお、「王墓」はその北側にある八栗駅近くの交差点の看板名に残る。池・遺跡ともに宮内庁管理である。
- 高松琴平電気鉄道志度線八栗駅
- 高松東郵便局
- 国道11号
- 香川県道155号牟礼中新線

## 隣の駅
四国旅客鉄道（JR四国）
■高徳線
■普通
屋島駅 - 古高松南駅 - 八栗口駅